# Пинеда, Орбелин
Орбели́н Пине́да Альвара́до (исп. Orbelín Pineda Alvarado; род. 24 марта 1996, Коюка-де-Каталан, Герреро) — мексиканский футболист, полузащитник клуба АЕК и сборной Мексики.

## Клубная карьера
Пинеда — воспитанник клуба «Керетаро». 2 августа 2014 года в матче против «Пачуки» он дебютировал в мексиканской Примере. 25 января 2015 года в поединке против «Пачуки» Орбелин забил свой первый гол за «Керетаро».
В начале 2016 года Пинеда перешёл в «Гвадалахару». 11 января в матче против «Веракрус» он дебютировал за новую команду. 17 января в поединке против «Крус Асуль» Орбелин забил свой первый гол за «Гвадалахару». В 2017 году он помог клубу выиграть чемпионат. В 2018 году Пинеда стал победителем Лиги чемпионов КОНКАКАФ, забив гол в ответном поединке против канадского «Торонто».

## Международная карьера
В 2015 году Пинеда был включён в заявку молодёжной сборной Мексики на участие в Молодёжном чемпионате мира в Новой Зеландии. На турнире он сыграл в матчах против Уругвая, Сербии и Мали.
7 сентября в матче отборочного турнира чемпионата мира 2018 против сборной Гондураса Пинеда дебютировал за сборную Мексики, заменив во втором тайме Хесуса Дуэньяса.
В 2017 году Пинеда стал бронзовым призёром Золотого кубка КОНКАКАФ. На турнире он сыграл в матчах против Сальвадора, Кюрасао, Гондураса и дважды Ямайки. В поединке против сальвадорцев Оберлин забил свой первый гол за национальную команду.

### Голы за сборную Мексики
| #   | Дата         | Место                            | Противник | Результат | Счёт | Соревнование                |
| --- | ------------ | -------------------------------- | --------- | --------- | ---- | --------------------------- |
| 01. | 10 июля 2017 | Куалкомм Стэдиум, Сан-Диего, США | Сальвадор | 3:1       | 3:1  | Золотой кубок КОНКАКАФ 2017 |

## Достижения
Клубные
«Гвадлахара»
- Чемпионат Мексики по футболу — Клаусура 2017
- Обладатель Суперкубка Мексики — 2016
- Победитель Лиги чемпионов КОНКАКАФ — 2018

Международные
Мексика
- Золотой кубок КОНКАКАФ — 2019